# カール・オットー・コッホ
カール・オットー・コッホ（ドイツ語: Karl Otto Koch, 1897年8月2日 - 1945年4月5日）は、親衛隊（SS）の隊員であり、最終階級は親衛隊大佐（SS-Standartenführer）。ナチス・ドイツのブーヘンヴァルト強制収容所やマイダネク絶滅収容所の所長を務めた人物。

## 生涯
1897年にドイツ帝国の都市ダルムシュタットに生まれた。
銀行で事務員をして働いていたが、第一次世界大戦がはじまるとドイツ陸軍に従軍した。戦時中イギリス軍の捕虜となり、敗戦後の1919年に釈放された。
戦後は銀行家をしていたが、1930年にナチス党に入党。親衛隊員となり、ナチスが政権を掌握した1934年にはホーンシュタイン強制収容所（KZ Hohnstein）に勤務。1936年にはザクセンハウゼン強制収容所の所長となり、さらに1937年にはブーヘンヴァルト強制収容所の初代所長となる。
彼は1936年、後に"ブッヘンヴァルトの魔女"（Die Hexe von Buchenwald）として知られるようになるイルゼ・ケーラーと結婚した。彼女は英語では、魔女を表すWitchの言葉をBitchと差し替えて、"ブッヘンヴァルトの雌犬"とも呼ばれた。コッホがブーヘンヴァルト強制収容所に赴任した時、イルゼも同収容所の監督に任命され、収容所内での残虐行為等の役割を担っていた。イルゼは戦後、裁判にかけられたが、彼女が収容所において頻繁に行っていた事に関する様々な伝説、例えば、人間の皮膚からランプシェードを作っていた等について、裁判の間、イルゼがそのような事をしていたのを見たと証言できる人はいなかった。
1941年12月、ブーヘンヴァルト強制収容所所長から、マイダネク絶滅収容所所長へ転任する。ところが、1942年7月14日に同収容所からのソ連兵ら86名の脱走が起きたことなどの責任を問われ、8月に郵便警備隊の連絡将校に転任となった。しかし、脱走事件の責任追及は、1943年2月に、所属が武装親衛隊から一般の親衛隊に移籍となったことから打ち切りとなる。
1943年8月、コッホは反抗行為及び運営怠慢そして横領と偽造の罪でゲシュタポに逮捕された。これは、1941年からコッホの不正を内偵させていたヨシアス・ツー・ヴァルデック＝ピルモントの差配によるものであった。彼は収容所の処刑者記録に、以前おできの治療をしてもらった政治家出身の囚人ヴァルター・クレーマー（獄中で看守や囚人の医療を行っていた）とその医療助手カール・パイクス（Karl Peix）の名を見つけた。両名は1941年11月6日に、脱走を計ったとして処刑されていた。
親衛隊法務官コンラート・モルゲン（de:Konrad Morgen）博士により裁判は進められた。調査と裁判の結果、コッホはクレーマーとパイクスの殺害を命じたと認定された。殺害の理由は、2人がコッホに梅毒治療を施しており、彼らが外部にその事を漏らさない為の口封じだった。コッホには極刑判決が下り、アメリカ軍が到達する一週間ほど前の1945年4月5日ブッヘンヴァルト強制収容所において銃殺刑に処せられた。
一方、妻のイルゼも裁判にかけられていたが、彼女は無罪となった。しかし、戦後に行われた裁判で終身刑を宣告された。そして1967年、獄中で首吊り自殺した。